# 로스트 룸
《로스트 룸》(영어: The Lost Room)은 Syfy에서 제작, 방영한 미국의 SF 드라마 시리즈이다. TV 방영은 총 3부작이며, DVD에서는 한 화를 2화로 분할하여 총 6부작으로 발매하였다.

## 스토리
세상에 존재하지 않는 어떤 모텔의 10호방에서 나온 '오브젝트(물건)'에 얽힌 이야기를 그린 드라마로, 돈독한 부녀지간 사이인 주인공 조 밀러(피터 크라우즈)와 그의 딸 애나(엘 패닝)이 어느 날 우연히 초자연적 물건인 '열쇠'를 손에 넣게 되어 로스트 룸에 얽힌 사건에 휘말리게 되었고, 로스트 룸 안에서 실종된 딸을 되찾기 위해 고군분투하는 내용이다.

## 등장인물
- 조 밀러 | 피터 크라우즈

주인공이자 형사. 가족으로는 딸 애나가 있고 아내와는 이혼한 뒤 양육권 분쟁중이다. 그것 외에는 평범한 일상을 보내고 있었으나 이기에게서 열쇠를 넘겨받으면서 로스트 룸을 둘러싼 사건들에 휘말리게 된다. 열쇠를 노리는 자들에 의해 딸 애나가 납치된 것도 모자라 애나가 모텔 10호실 안에서 리셋되어 사라지자 애나를 되찾기 위해 핵심 오브젝트를 찾으려 한다. 그 과정에서 살인 누명을 뒤집어쓰는 바람에 용의자로 쫓기고, 열쇠를 뺏으려는 이들을 따돌리며 딸을 찾겠다는 일념으로 고군분투한다.
- 애나 밀러 | 엘 패닝

주인공의 딸. 모텔 10호실 안에는 초자연 오브젝트가 아닌 평범한 물건들을 놓고 문을 닫았다 여니 사라지고, 침대 시트를 흩트린 뒤 다시 열자 단정한 모습으로 돌아와 있는 것을 보여줌으로서 모텔 10호실이 문을 닫았다 열면 '리셋'되는 성질이 있다는 사실을 밝혀낸다. 이기가 죽는 장면을 봤기에 혹시 몰라 정신과에서 상담을 받는데, 조가 다른 곳에 갔다오는 사이 위즐 일당에게 납치되고 만다. 조와 위즐 일당이 싸우는 동안 도망치려고 로스트 룸에 들어갔다가 문이 닫혀 '리셋'되고 사라져버렸다.
- 루 데스테파노 | 크리스 바우어

주인공의 선배. 조가 열쇠에 대해 털어놓은 유일한 일반인. 조의 딸이 실종되고 조가 살인용의자로 몰릴 때도 끝까지 그를 도와주고 믿어줬다. 하지만 로스트 룸의 신비함에 눈이 뒤집힌 마틴 루버가 쏜 총에 맞아 그대로 사망하고 만다. 조는 그의 죽음에 큰 충격을 받아 이후로는 자신이 살인자로 오해받는 한이 있더라도 절대로 아는 사람을 끌어들이지 않으려 하게 된다.
- 리 브리지워터 | 에이프릴 그레이스

조 밀러의 동료 여형사이다. 밀러가 딸을 납치하고 도주하였다는 사실을 의심하였으며, 마틴 루버를 수상하게 여기고 그를 지속적으로 추궁하려했다. 선샤인 호텔에 대한 예지몽을 꾸기도 하고 실제로 찾아가서 조사에 나서는 등 조 밀러가 어떤 일에 휘말린 것인지 지속적으로 파헤치려 한다. 끝까지 밀러를 믿으려고하는 모습을 보여주는 등 조 밀러를 향한 신뢰가 상당히 두텁다. 결말에서는 미쳐버린 마틴 루버가 자신이 루 형사를 살해했다는 것을 자백하자 그를 체포하려고 총을 발포하려 했으나 마틴이 안경을 써서 총을 무력화한 덕분에 실패한다. 마틴은 리 브리지워터에게 '오브젝트에 대해 알 준비가 됐다면 날 찾아오도록해'라는 말을 남기고 사라진다.
- 마틴 루버 | 데니스 크리스토퍼

주인공의 동료 형사이자 증거물 분석가. 조는 그의 조력을 기대하고 사실을 알려줬는데, 로스트 룸과 오브젝트들의 존재를 알자 그 신비한 힘에 매료되어 이성을 상실하고 열쇠를 빼앗으려다 루 형사를 쏴죽이고 만다. 이후 자신의 살인죄를 조에게 뒤집어씌우고, 열쇠를 손에 넣기 위해 오브젝트를 신의 물건으로 여기는 사이비 종교 '수도회'에 들어간 뒤 조를 쫓기 시작한다.
- 위즐 | 로저 바트

본명은 하워드 몬테규. 로스트 룸의 오브젝트 중 '펜'의 소유자. 열쇠를 훔쳐 팔려고 했던 부하를 펜으로 살해하고, 그 사건을 주인공인 조 밀러 형사가 담당하면서 모든 사건의 발단이 된다. 조의 열쇠를 뺏기 위해 애나를 납치하고, 열쇠로 열어놓은 문으로 애나가 들어가자 문을 닫아 리셋시켜 애나를 사라지게 만든 장본인. 이후 애나를 찾기 위해 조와 잠시 행동을 같이한다. 꽤 괜찮은 팀플레이를 보였으나 조가 빈틈을 보이는 순간 아니나다를까 그를 펜으로 튀겨버리려고 했다. 하지만 로스트 룸 안에선 모든 오브젝트들이 효력을 잃는다는 것을 미처 몰랐기에 그대로 제압당하고 방금 털고 나온 크로이츠펠트의 집으로 도로 던져진다. 이후 클로이츠펠트쪽 경호원들에게 심하게 구타를 입은건지 입에 상처가 난 채 수드네 상점 주변에서 밀러와 만나고, 주머니에 손으로 총인척 위장하여 협박하려 하지만 총이 아닌걸 눈치챈 밀러에 의해 실패. 이후 밀러의 부탁을 받아 밀러가 수드와 만날 수 있게 해주고 밀러에게 차를 반 강제로 빌려준다.
- 이그나시오 로사 | 호르헤-루이스 팰로

애칭은 이기. 위즐이 저지른 살인사건의 목격자로 주인공과는 전부터 안면이 있던 인물. 가정폭력에 시달리던 그의 어머니가 남편을 죽였을 때 조가 정당방위로 인정받을 수 있도록 힘써줬다고 한다. 칼의 전당포에서 일하며, 열쇠 거래 현장에 있었다. 위즐 일당이 다른 둘을 죽이자 열쇠를 가지고 도망쳤다. 이후 경찰서로 잡혀왔으나 열쇠에 대해 발설하면 어머니의 목숨이 위험하다는 이유로 진술을 거부했다. 결국 열쇠를 노리는 이들의 총에 맞고, 열쇠를 이용해 곧장 조의 집으로 가서 그에게 열쇠를 넘겨주고 사망한다. 죽어가면서 마지막 힘을 쥐어짜내 조에게 찾아간 걸 보면 내심 그를 의지하고 있었던 듯 하다.
- 월리 자브로스키 | 피터 제이컵슨

로스트 룸의 오브젝트 중 버스표의 소유자다. 병원에서 마음에 안 드는 간호사를 버스표로 쳐서 이동시켰다가 그 장면을 주인공에게 들킨다. 오브젝트에 대한 정보가 전혀 없는 주인공에게 여러 가지 정보를 줬고, 이후 여러 번 찾아와 도움을 요청하는 주인공을 도와준다.
- 제니퍼 블룸 | 줄리아나 마걸리스

오브젝트들이 범죄자들에게 악용되지 않도록 수집하여 아무도 손대지 못하게 격리시키는 조직 '군단' 소속의 여성. 정신병원에 있는 한 남성을 병문안가는 모습이 나오는데, 나중에 밝히길 본인의 오빠라고 한다. 원래 멀쩡했던 오빠가 로스트 룸에 너무 깊이 관련되었다가 결국 망가졌고, 오빠를 망가지게 만든 오베즉트들을 격리시키기 위해 위해 군단에 들어가게 되었다. 처음에는 군단의 지시로 주인공에게 접근해 이용한 뒤 열쇠를 빼앗을 작정이었으나 그를 도와주는 과정에서 서로 깊은 감정을 가지게 된다. 조와 달리 칼 크로이츠펠트를 불신하는데, 결국 그녀의 예감은 적중했다. 군단의 제 1 원칙인 '살인을 하지 않는다'를 철저하게 따르고 있는 인물이라, 차후에 '수도회'에서 습격을 했을 때 정당방위 차원에서 살인을 저질렀을 때 본인 스스로도 사람을 죽인 것에 대해 큰 좌책감을 가지게 되었다.
- 칼 크로이츠펠트 | 케빈 폴랙

전당포를 운영하는 엄청난 부자로 오브젝트 수집가. 집 근처는 경호원들로 둘러싸고, 열쇠 사용을 막기 위해 집의 문을 전부 미닫이로 만들었다. 조가 시계를 얻기 위해 그의 집을 터는 바람에 초반에는 그와 적대관계였으나, 자식을 아끼는 그의 일면을 본 조가 그에게 동질감을 느끼면서 점차 협력관계가 된다. 아이작이라는 애나 또래의 아들이 있는데, 백혈병으로 살 날이 위태로운 상황. 아들을 살리기 위해 오브젝트들을 모으기 시작한 것으로 추정된다. 자신이 지닌 오브젝트들과 어마어마한 재력으로 조에게 가장 큰 조력자가 되고 자식을 구하려고 애쓰는 아버지라는 공통점 때문에 나중에는 친구라 불러도 좋을 정도로 가까워진다. 하지만 사실 그의 아들은 이미 죽어있었다. 현재의 아들은 기억에 생명을 부여하는 동전의 능력으로 그의 기억 속 아들의 모습을 실체화한 것일 뿐. 크로이츠펠트는 죽은 아들을 완전히 되살려내기 위해 로스트 룸을 이용해서 현실을 비틀어버리는 실험을 계획하고 있었고, 그 위험성을 우려한 조가 반대하자 갑자기 태도가 돌변해 열쇠를 빼앗고 사라져 버린다. 조가 '보유자'를 찾아 모텔로 데려올 때 결국 실험을 해 버렸고, 방 안에서 나타난 아들을 쫓아 방 안으로 들어간 이후로는 나타나지 않는다. 알린 콘로이처럼 방 안에 갇혀 버렸거나 어쩌면 '보유자'가 사라지고 로스트 룸에 남은 유일한 인간으로 다음 '보유자'로 선택되었을 가능성도 있다.
- 강수지 | 마거릿 조

오브젝트를 추적하는 자. 오브젝트의 위치나 소유자를 추적해서 그 정보를 돈주고 판다. 하지만 오브젝트에 손을 댄 인간은 어떤 이유로든 위험한 일에 휘말린다는걸 알기 때문에 본인이 직접 오브젝트에 손대진 않는다. 오브젝트에 대한 정보를 추적해 파는 것이 일종의 비즈니스기에 오브젝트를 찾아 격리시키고 숨기려하는 '군단'을 매우 싫어하며, 따라서 군단 소속의 사람에게는 정보를 팔지 않는다. 이름에서 알 수 있듯 한국인인이며, 실제로 배우인 마거릿 조 역시 한국계 미국인이다.
- 해럴드 스트리즈키 | 유언 브렘너

로스트 룸의 오브젝트 중 빗의 소유자. 빗의 원래 주인은 그의 고모였다. 관음증 환자인지 여자들의 도촬 사진을 찍어 방에 한가득 붙여두었다. 카메라를 들고 여자 탈의실로 가다가 주인공에게 잡히고 잠시 협력하게 된다. 후에 물건을 빼앗으러 온 이들에게 총질을 당하는 사건을 겪고나자 빗 때문에 위협당하는 삶에 염증이 났는지 주인공에게 빗을 넘겨준다. 약간 모자란 듯한 행동을 보이는데 원래 그런 건지 빗의 남용으로 인한 부작용인지는 불확실하다.
- 수드 | 제이슨 안톤

책 상점의 주인으로 오브젝트에 큰 관심을 보였던 인물. 오브젝트에 대한 정보를 꽤 많이 알고있지만 그것을 손에 넣게되면 위험해지기 때문에 직접 손대진 않는다고 하며 오브젝트에 대한 정보를 필요한 사람들에게 팔고있다. 수지강과 비슷한 정보판매원. 콜렉터스중 한명인 '존 클라크'가 쓴 책을 칼 클로이츠펠드에게 팔았으나 마침 열쇠를 이용해 상점에 난입한 밀러가 칼을 납치하고 데려가버리는 바람에 크게 당혹해한다. 차후에 조 역시 필요한 정보를 찾기위해 수드를 찾아갔을 때 수드 입장에선 조가 자신의 고객을 납치한 인물이었기에 별로 좋지 않게보며 심지어 조를 죽이려했으나 조가 사과하고 진심으로 도움을 요청하자 결국 조를 도와주며, 모든 오브젝트들이 오가는 경로를 추적해보니 유일하게 어떠한 오브젝트들도 접근하지 않아던 구역이 있다는 것을 밝혀낸다.
- 에디 맥컬리스터 | 팀 귀니

본명은 '에디 맥컬리스터'. 유일하게 살아있는 인간 형태의 오브젝트이다. 모텔방 10호실에 이변이 일어나 방에 있던 오브젝트들이 신비한 힘을 갖게 된 순간, 그 모텔방에 머무르던 인물로 본인도 이변에 휘말려 '오브젝트'가 되어 버렸다. 오브젝트이기 때문에 물리적으로 파괴되지 않으며 늙지도 않는다. 총을 자신의 입으로 쏴갈겼으나 태연하게 총알을 뱉어버리는걸 봐선 물리적으로 무적이다. 특수 능력은 '자기 주변에 오브젝트들이 오지 못하게 하는 것'. 물리적으로 오지 못하게 하는게 아니라 상황의 흐름이나 시간의 흐름에 영향을 주어 자신 주변에 오브젝트(좀 더 정확히는 오브젝트를 보유한 사람)이 오지 못하도록 조종하는 능력으로 보인다.
30~40대 정도의 평범한 남자로 부인도 있었으나 '오브젝트'이 되는 순간 그 존재가 다른 '오브젝트'들처럼 세상에서 말소되어 버렸다. 때문에 그의 존재를 기억하는 이가 아무도 없으며 심지어 그의 부인조차 그를 기억하지 못한다. 그러나 부인은 비록 기억하지는 못해도 이후로 누구와도 결혼하지 않고 평생을 홀로 살았다. 정신병원에 갇혀 은둔하면서 지내다가 그를 찾아낸 조 밀러 형사를 만나고, 모텔로 돌아간 뒤 조에게 자신을 죽여달라고 부탁한다. 아무래도 로스트 룸에 속박되어 죽지도 못하는 삶에 지쳐버린 듯. 살인자가 될 순 없다며 거부하던 조도 딸을 구할 유일한 방법이라는 그의 설득에 끝내 '신이여, 용서하세요'라고 되뇌이며 그를 쏘아 죽이고 만다. 조 밀러가 그의 뒤를 이어서 보유자가 되지만 어째선지 딸 애나의 조에 대한 기억이 사라지진 않았다. 조가 보유자가 될 때 애나도 로스트 룸 안에 있었기 때문일 수도 있고, 어쩌면 조가 아니라 크로이츠펠트가 보유자 자리를 넘겨받았을 수도 있다.
- 마르코 코도바: 위즐의 부하중 하나였지만, 열쇠를 훔쳐 제이크에게 팔아넘기려 했다. 하지만 위즐에게 거래현장이 걸린 뒤 제이크가 사망한 이후 마르코도 전기충격 펜으로 인해 사망한다.

- 제이크 스퀼로: 본래는 군단 소속이었지만, 칼 클로이츠펠드가 돈을 줄테니 군단을 배신하고 열쇠를 가져오라고 꼬득였다. 클로이츠펠드의 부하중 하나인 이기와 함께 위즐 부하인 마르코와 거래를하려고 했으나 거래 성사 이후에 위즐이 난입하여 전기충격 펜으로 죽였다.

- 조레이다 피거로라: 워싱턴 DC에 살고있으며 '가위'의 소유자. 마약 같은걸 파는 일을 한다. 가위를 뺏으러온 밀러를 쉽게 무력화시키지만 클로이페츠가 오브젝트인 술병으로 무력화 시키면서 결국 가위를 뺏긴다.

- 마벨 스미스: 에디의 아내였으나 에디가 '10호실의 사건' 이후에 시공간상에서 지워지면서 더 이상 그를 기억하지 못하게 되었고, 자신을 찾아온 에디를 경찰에 신고했다. 하지만 어렴풋이 그에 대한 그리움이 남아있었 때문인지 평생을 독신으로 지냈다.

- 푸밋: 수드의 부하. 수드를 만나고 싶다는 밀러에게 예약을 하고 오라면서 당돌하게 거절한다.

- 알린 콘로이: 선샤인 호텔의 여주인, 콜렉터스를 만든 장본인이다. 오브젝트들을 모아 실험을 진행하였으나 비극이 벌어져 9호실의 잘못된 시공간에 갇혀 고통받다가 밀러가 현실의 시공간으로 꺼내주어 편안히 눈을 감는다.

- 거스 제이콥: 안린 콘로이의 남편. 선샤인 호텔의 주인이었으나 알린 콘로이의 실험 비극 이후로 더 이상 오브젝트에 연관되려 하는 것을 꺼려한다.

## 오브젝트
'오브젝트(Object)'는 드라마 안에서 초자연적인 힘을 가진 물건들을 뜻한다.
- 열쇠

소유자: 위즐 -> 마르코 코도바 -> 제이크 스퀼로 -> 이기 -> 조 밀러 -> 칼 클로이츠펠드 -> 조 밀러
열쇠 구멍이 있는 문이라면 어느 문이든 열 수 있다. 이 열쇠로 연 문은 무조건 모텔 10호실로 통한다. 모텔 10호실은 알 수 없는 사건으로 물건이 능력을 가지게 된 이후 현실에서는 사라진 장소이다. 10호실안에 들어간 뒤, 다시 밖으로 나올때는 사용자가 원하는 위치에 있는 문으로 어디든 연결 가능하다. 한 번도 가보지 않은 곳이나 위치를 모르는 장소도 최소한의 정보만 있다면 이동이 가능하다.
모텔 안에 키가 없는채로 문이 닫히면 방안은 '리셋'된다. 10호실 안에서 외부 물건들이 들어와도 리셋되면 전부 사라지며 10호실 안에 원래있던 물건들은 원래대로 이동한다. 덧붙여 리셋으로 인해서 사람이 없어지는 것도 가능하고, 이 때문에 조 밀러의 딸인 애나 밀러가 사라지게 되었다. 다만 '오브젝트'가 10호실 안에 있는채로 방을 리셋하면 오브젝트만은 사라지지 않고, 원래 그 오브젝트가 있었던 위치로 이동한다. 이 특성을 이용해 조 밀러는 금고안에 있던 오브젝트를 리셋시켜 금고만 없앤 채 오브젝트만 빼오는데 성공했다. 모든 오브젝트는 10호실 안에선 힘을 잃어버리고 평범한 물건이 되어버린다. 또한 모든 오브젝트는 원래 물리적으로 파괴되지 않지만, 10호실 안에서는 물리적으로 파괴가 가능하다. 콜렉터스의 금고에 진입하는데 필요한 3가지 물건중 하나이다.(비밀장소로 이동하기 위한 '열쇠')
- 볼펜

소유자: 위즐 -> 조 밀러 -> 위즐 -> 조 밀러 -> 제니퍼 블룸
볼펜의 촉에 닿으면 강력한 전기 충격을 가한다. 사람에게 사용하면 대상이 충격에 의해 날아가며 감전으로 불타 죽는다. 그러나 대상이 죽을 정도의 위력이 매번 나오는 것은 아닌지, 볼펜에 닿아 얼굴 절반에 심한 화상을 입었으나 죽지는 않은 생존자가 있다. 작중 소유자는 위즐. 나중에 조 밀러에게 뺏긴다. 이후 칼 클로이츠펠드와 대적하기 위해 조 밀러와 일시적으로 동맹하다가 은근슬쩍 조 밀러에게서 다시 뺏어 되찾았고, 열쇠를 내놓지 않는 조 밀러를 향해 기습했으나 10호실 안에서는 오브젝트가 통하지 않아 실패. 결국 볼펜도 다시 조 밀러에게 뺏기고 위즐은 칼 클로이츠펠드네 집에 강제로 던져진다. 이후 조 밀러가 제니퍼 블룸에게 자신이 뺏었던 손톱다듬기와 함께 넘긴다. '군단'의 손에 넘어갔으니 아무도 사용할 수 없게 격리되었을 것으로 보인다. 나중에 위즐이 재등장했을 때 여전히 볼펜에 집착하고 있는 것으로 보인다.
- 버스표

소유자: 월리 자브로스키 -> 조 밀러 -> 월리 자브로스키 (이후로 간간히 조 밀러가 빌림)
버스표에 닿은 대상은 텍사스의 마을인 갤럽의 근처로 이동한다. 갤럽은 모텔 10호실이 존재하던 지역이다. 수미터 상공에서 떨어지기에 아프긴 하지만 그다지 다치진 않는 것 같다. 손으로 잡는 것만으로도 바로 이동시켜버리기 때문에 윌리는 표의 일부분을 테이프로 잡아 그 부분을 손잡이처럼 사용하고 있다. 월리는 자신을 무시하거나 하는 이에게 "지옥으로 보내주마."라고 말하며 사용한다. 그렇게 갤럽에 이동된 사람들이 진짜 지옥으로 믿고 매번 소란을 피웠는지 근처의 식당에 여긴 지옥이 아니라는 말이 크게 쓰여있다. 사람을 날려버리는 게 아니라 이동을 하는 것이기 때문에 실내에서도 무리없이 사용 가능하다.
- 연필

소유자: 불명
월리가 언급한 오브젝트. 테이블에 두드리면 1센트가 나온다. 이 물건의 소유자는 하루종일 두들겨서 하루에 5백 달러를 벌었는데 6개월 동안 그 짓을 하다 미쳐버렸다고 한다.
- 우산

소유자: 불명
월리가 언급한 오브젝트. 타인이 우산의 주인을 자신이 이미 아는 사람이라고 여기게 된다. 주위와 쉽게 친해지고 싶은 사람이 쓰는 듯. 마지막 주인은 사람의 이목을 덜 끄는 시애틀로 갔다고 나오는데, 시애틀의 날씨가 자주 흐리기에 비가 내리면 우산을 가지고 다녀도 이목을 끌지 않기 때문으로 추측된다.
- 손톱다듬기

소유자: 제니퍼 블룸 -> 조 밀러 -> 제니퍼 블룸
사람의 얼굴 앞에서 꺼내면 상대방을 기절 시킬 수 있다. 제니퍼 블룸이 한번 조 밀러에게 사용했는데, 나중에 조 밀러가 제니퍼 블룸에게서 뺐어간다. 이후 자신을 총으로 협박하는 마틴을 잠재울때 한번 사용하였고 나중에 밀러가 볼펜과 함께 제니퍼에게 돌려준다.
- 라디오

소유자: 제니퍼 블룸
정확한 주파수를 맞추면 키가 3인치 큰다. 직접 효과를 사용하는 모습은 나오지 않았고 제니퍼가 다른 라디오 사이에서 망치로 찾았다. 제니퍼가 군단 소속이므로 그대로 격리되었을 것이다.
- 빗

소유자: 해럴드 스트리즈키 -> 조 밀러 -> 제니퍼 블룸
빗을 자신의 머리에 빗으면 시간을 멈추고 10초간 소유자만 움직일 수 있다. 사용 후에는 심한 멀미가 있다. 멈춰진 시간 속에서의 물건은 모두 고정된 상태라 이동시키거나 파괴하지 못한다. 원래 소유자는 해럴드로, 시간을 멈춘 뒤 요가하는 여자들을 도촬하는 식의 용도로 사용했다. 하지만 '수도회'에서 집요하게 이 빗을 노리며 해럴드를 암살하려 하자 암살당할뻔 할 때마다 빗을 써서 위기를 모면한다. 자신은 암살당하지 않기 위해 반드시 이 빗을 가지고 있는 것이라고 하지만, '그 빗을 가지고있기 때문에 암살당할 위기에 있는 것'이라는 조 밀러의 충고를 받은 뒤 수도회에게 암살당할뻔한 위기를 넘기자 결국 조 밀러에게 빗을 넘겨주고, 밀러는 제니퍼 블룸에게 넘겨준다. 나중에 6호실에서 콘로이를 구출할 때 다시한번 사용된다.
- 손목 시계

소유자: 칼 클로이츠펠드
가운데에 달걀을 놓으면 달걀을 익힌다. 다른 건 안된다. 단, '칼'과 같이 놓았을 경우 텔레파시가 된다. 최초로 물건의 능력을 '조합'할 수 있다는 것이 알려진 케이스. 위에 언급한 칼이 이러한 특별한 물건인지, 아니면 보통 물건인지는 직접적으로 명시되지 않았으나, '물건'들을 조합할 수 있다는 것을 알게 되었다는 언급으로 보아 '칼' 역시 오브젝트의 일종인 칼인 것으로 보인다.
- 자명종 시계

소유자: 칼 클로이츠펠드 -> 조 밀러 -> 칼 클로이츠펠드
본래는 알린 콘로이가 실험에서 사용했던 물건. 시계침을 감으면 금속을 녹인다. 액체 상태를 건너뛰고 기체로. 반대로 돌리면 기체에서 고체로 되돌릴 수도 있는 모양이다. 현재는 칼 클로이츠펠드가 소유중이나, '핵심 물건'이라고 착각하여 조 밀러와 위즐이 훔치는데 성공했는데 핵심 물건이 아니란게 밝혀지자 밀러가 다시 칼에게 돌려주었다. 콜렉터스의 금고에 진입하는데 필요한 3가지 물건중 하나이다.(용접된 문을 풀어낼 '시계') 이후 칼 클로이츠펠드가 알린 콘로이의 실험을 재현하는 과정에서 사용되었다.
- 시계 상자

소유자: 수도회 -> 마틴 루버 -> 조 밀러 -> 칼 클로이츠펠드
안린 콘로이의 실험에 사용되었던 물건중 하나. 주위의 엔트로피를 멈추는 역할을 한다. 쉽게 말해 주변에 음식 같은게 안썩는다. 조 밀러의 부탁을 받고 마틴 루버가 수도회로부터 훔쳐온다. 차후에 조 밀러가 9호실의 시공간을 안정시키는데 성공했지만 충분치 못해서 빗을 동원해서 겨우 시공간을 안정시킨다. 열쇠와 9호실이 만나면 콘로이 부인이 나타나지만, 순식간에 사라져버린다. 때문에 케이스를 열어서 콘로이 부인이 다시 사라지지 못하게 하고, 빗을 사용해 시간을 멈춤으로써 콘로이 부인에게 안식을 준 것. 나중에 칼 클로이츠펠드가 콘로이 실험을 재현하기 위해 밀러로부터 뺏어간다.
- 힙 플라스크

소유자: 칼 클로이츠펠드
뚜껑을 열면 겨냥한 사람은 숨을 쉬지 못한다. 이것을 통해 칼이 당시 밀러를 공격하려했던 '가위'의 소유자를 무력화시키는데 성공한다.
- 가위

소유자: 조레이다 피거로라 -> 칼 클로이츠펠드
뒤집으면 겨냥한 물건이 공중에서 회전한다. 쉽게 말해 일종의 염동력. 가위 끝으로 얼마나 뒤집을지 조절하는 듯. 참고로 회전 방향은 수평, 수직 둘 다 가능하다. 이걸 모르고 방심하던 조 밀러가 된통 당했다. 나중에 칼 클로이츠펠드가 힙 플라스크로 소유자를 무력화 시키고 뺏는데 성공한다.콜렉터스의 금고에 진입하는데 필요한 3가지 물건중 하나이다.(인간의 힘으로 열 수 없는 장치를 열기위한 '열쇠')
- 커프스 단추

소유자: 칼 클로이츠펠드
혈압을 낮춘다. 크로이츠펠트가 장난스럽게 단순한 심리적인 효과일지도 모른다고 언급하기도 해서 진짜 오브젝트인지는 불명이다.
- 동전

소유자: 칼 클로이츠펠드
동전을 입에 넣으면 기억에 생명을 부여한다. 자신이 머릿속으로 떠올린 인물을 주변에 실체화 시키는 것이다. 지속 효과는 대략 2~3일. 칼 클로이츠펠드의 아들은 오래전에 죽었으며 이 동전을 사용해서 만들어낸 것이었다. 이 동전을 통해 경호원을 소환하여 밀러를 무력화시킨다.
- 안경

소유자: 블룸필드의 어떤 정비공 -> 마틴 루버 -> 수도회
연소를 불가능하게 한다. 총을 바라볼 경우 격발이 되질 않고, 불이 타오르지 않으며, 용접도 불가능하다. 자동차 시동도 걸리지 않는다. 본래 한 정비공이 우연히 발견하였는데 인터넷 게시판에다가 왜 안경을 쓰면 자동차 시동이 걸리지 않는지 따지는 글을 썼다가 수지강이 이것을 발견하여 마틴 루버에게 정보를 넘겨준다. 차후에 마틴 루버가 찾아갔을땐 이미 본인도 이 안경이 평범한 안경이 아니라는 것을 알게되었는지 시치미를 땠지만, 마틴이 정비공을 불태우고 안경을 뺏어온다. 수도회에 들어가는 조건이 오브젝트를 하나 찾아오는 것 이었기 때문에 이를 이용해 마틴이 수도회에 들어가게 된다. 나중에 여형사가 마틴을 체포하려고 총을 발포할 때 총을 무력화 시키는데 사용된다.
- 트럼프 카드

소유자: 수도회 -> 마틴 루버 -> 조 밀러
트럼프 세트 중 조커 카드를 바라본 사람에게는 끔찍한 환영을 머릿속에 투사하여 괴롭게 만든다. 과거 모텔에서 일어난 사건을 투사하는 듯 보이는데 알린 콘로이의 실험때처럼 강력한 정신적 고통을 유발하는 듯 보인다. 본래 수도회에서 보관하고 있던 물건이지만, 밀러의 명령을 받은 마틴이 수도회로부터 훔쳐서 체포되는 밀러를 경찰들로부터 구출하는데 사용하였다. 이후 마틴 루버가 밀러를 배신때리려고 이걸 사용하려 했으나, 10호실 안이었기 때문에 작동되지 않았고 결국 밀러가 카드를 뺏고 마틴을 사막 한가운데에 버려버린다.
- 폴로라이드 사진

소유자: 해럴드의 고모 -> 해럴드 스트리즈키 -> 조 밀러 -> 마틴 루버
'콜렉터스'였던 해럴드의 고모가 해럴드에게 숨겨두라고 했던 오브젝트로, 해럴드가 조 밀러에게 건네주었다. 여러장의 사진들이 있으며 한장을 제외한 나머지는 콜렉터스의 금고로 가는데 필요한 정보가 있지만, 유일하게 한장만 온통 검은색인 사진이 있는데 그것이 바로 오브젝트이다. 오브젝트의 효과는 당시 선샤인 모텔에서 사라졌던 10호실 공간, 즉 9호실 오른쪽에 직접 사진을 비춰보면 당시 모든 오브젝트들이 있었던 10호실의 모습을 보여준다. 마틴 루버가 사막으로 떨어지기 전 이것을 훔쳐가버리는데, 사막 한가운데에서 굶다가 이 사진을 보고 보유자와 만나는 환영을 보기도 했다. 단지 마틴의 환영에 불과한건지 실제 사진이 가지고있던 또다른 능력인지는 불명.
- 유리눈

소유자: 콜렉터스 -> 칼 클로이펠츠
위즐은 '무기로써는 가장 강력한 오브젝트'라고 말했다. 사용하려면 자신의 한쪽 눈을 파내고 이것을 이식해야한다. 눈을 통해 바라보는 대상의 유기질과 단백질을 마음대로 조절할 수 있다. 즉 신체의 유전적 요인을 마음대로 바꿀 수 있다. 유리눈을 통해 바라본 인간의 몸체를 바로 증발시켜버리는 공격 용도로도 사용 가능하며, 반대로 신체를 재생시켜 상처를 회복시키는 용도로도 사용 가능하다. 작중 크로이츠펠트는 이 능력을 이용해서 군단의 요원들을 몰살시키고 본인의 총상을 낫게 한다.
- 소유자

소유자: 없음(혹은 에디 맥컬리스터 본인)
등장인물 중 '에디 맥컬리스터'
- 코트 : 모텔 옷장에 있던 물건. 파괴가 불가능하다는 오브젝트 특성상 주인공이 등 뒤에서 산탄총 2방을 맞았는데도 죽지 않았다. 파괴가 불가능하다는 모든 오브젝트의 특성 외에는 고유의 능력이 뭔지는 나오지 않았다. 칼 클로이펠츠가 가져간다.

- 비누 : 선샤인 모텔 낙인이 찍혀있다. 수드의 사진에 등장.

- 비누곽 : 선샤인 모텔 모양이 그려져 있다. '콜렉터의 금고'에 있음.

- 침대 시트 : 마틴 루버의 환각에 등장.

- 성경 : 칼 크로이츠펠드가 보유하고 있다.

- 망원경(쌍안경) : '콜렉터의 금고'에 있던것을 칼 크루이츠펠트트가 훔친다.

- 폴라로이드 카메라 : '수도회'의 금고에 있다.

- 카메라 케이스 : 마틴 루버의 환각에 등장한다.

- 의자 두 개 : 마틴 루버의 환각에 등장한다.

- 껌 : '군단'의 목록에 나온다.

- 담배꽁초 : 마틴 루버의 환각에 의하면 재떨이 안에 남아있었다.

- 데오도란트 : '군단'의 목록에 있다.

- 책상과 책상 의자 : 마틴 루버의 환각에 등장한다.

- 침대 전등, 스탠드, 전등 : 마틴 루버의 환각에 등장한다.

- 미국 달러 동전들 (10센트,50센트,25센트,5센트,1센트 등) : 전부 1961년산으로, 조 밀러가 본 폴라로이드 사진 등에 등장한다.

- 흰 셔츠 : '콜렉터스'의 금고에 있던 것을 칼 크루이츠펠트가 가져간다. 커프스 단추가 달려있다.

- 유리잔과 커버 각각 네 개 : 마틴 루버의 환각에 등장.

- 손전등

- 발에 뿌리는 분말 : '콜렉터스의 금고', 수드의 리스트에 등장한다. 칼 크로이츠펠트가 빼돌림.

- 하모니카 : 마틴 루버의 환각에 등장한다.

- 얼음 바구니 : 조 밀러가 폴라로이드 사진을 통해서 본다.

- 다리미 : '콜렉터스의 금고'에 있던 것을 칼 크루이츠펠트가 가져간다.

- 클리넥스 티슈 : '군단'의 목록에 있다.

- 칼 : 손목시계와 같이 사용할 경우 텔레파시를 쓸 수 있다. 다만 개별 용도는 불명.

- 캐리어 스탠드 : 조 밀러가 본 폴라로이드 사진에 등장한다.

- 성냥갑 : '선샤인 모텔' 상호가 찍혀있다. 수도회가 가지고 있으며 '군단'의 목록에도 나와있다.

- 잡지 : '라이프' 지의 1961년 7월 7일본. 마틴 루버가 환각에서 보고, 수드의 사진 중에도 등장한다.

- 돋보기 : 마틴 루버의 환각에 등장한다.

- 수첩 : 수드의 사진에 등장한다.

- 바지, 양말, 신발, 신발끈 등 '보유자' 가 입고 있던 것들 : 폴라로이드 사진에서 볼 수 있다.

- 침대, 서랍장, 옷걸이 (6개), 전등, 커튼, 화장대, 베개와 베갯잇, 샤워커튼, 전화기, 텔레비전 : 계속 10호실에 있어서 빠뜨릴 수도 있지만, 물론 이것들도 '물건'들이다. 싱크대나 카페트, 의약용품함 등 10호실에 붙어있기 때문에 10호실의 일부라고 생각되는 것들도 있다. 다만 물이나 먼지, 공기 등은 '물건'으로 치지 않는 것 같다.

- 콘돔

- 칫솔: 콘로이 실험에 쓰인 물건이자, 칼 클로이츠펠드의 수집품중에 있다. 수드의 사진에서 볼 수 있다.

- 펜치: 콘로이 실험에 쓰인 물건

- 손톱깎이: 콘로이의 실험에 쓰였으며, 수드의 사진이나 군단의 목록에도 등장하는데 쓰임새는 불명. 칼 크로이츠필드의 실험 이후 10호실에 남게 된다.

- 재떨이: 콘로이 실험에서 쓰였던 물건이자, 수드의 사진에서 볼 수 있다.

- 담뱃곽: 수드의 사진에서도 나오며, '군단'의 목록에도 등장하며, 칼 클로이츠펠트의 수집품중에 있다.

- 소주잔: 수도회가 보관중인 오브젝트중 하나

- 전화기: 수도회가 보관중인 오브젝트중 하나

- 빨간 지갑: 수도회가 보관중인 오브젝트중 하나

- 결혼 사진: 10호실 안에 있던, 에디와 그의 아내가 찍혀있는 결혼 사진. 에디는 이 사진을 자신의 아내에게 보여주었으나 아내는 여전히 믿지 못하고 경찰에 신고했다. 대신 그 사진은 쭉 가지고 있었는데 나중에 조 밀러가 찾아왔을 때 밀러의 부탁으로 사진을 건네준다. 이것 역시 10호실에 있었던 물건이기에 오브젝트이며, 조 밀러가 사진이 파괴되지 않는 것으로 오브젝트란것을 확인하였으나 특수 능력이 있는지는 확인되지 않았다.

## 결말
텍사스의 마을인 갤럽 외진곳에 위치한 '선샤인 모텔'이라는 곳이 있었다. 선샤인 모텔은 총 10호실까지 존재했었는데 1961년 5월 4일 오후 1시 20분 44초, 그 10호실에서 어떠한 초자연적인 '사건'이 발생한다. 이 사건때문에 10호실을 포함하여 10호실 안에 있던 모텔 고객인 에디 맥컬리스터와 그의 물건들이 전부 시공간 상에서 튕겨져버리고, 모든 물건(오브젝트)들에는 초자연적인 힘이 깃들게된다.
10호실과 에디 맥컬리스터가 시공간 상에서 지워지면서 사람들의 기억속에서 마져 사라져버렸기에 당시 모텔의 운영자였던 거스 제이콥과 그의 아내인 알린 콘로이 역시 모텔이 9호실 밖에 존재하지 않는다고 생각하였다.
에디는 자신의 아내를 찾아갔으나(10호실은 시공간상에서 사라졌으나, 안에 있는 사람이 원하는 장소로 연결되는 문의 특성을 이용해 현실로 나온것으로 보인다.), 아내는 에디를 기억하지 못하였고 에디는 둘의 결혼사진까지 보여줬으나 아내는 여전히 믿지 못하고 에디를 경찰에 신고했다. 에디는 시공간상에서 지워져버리면서 그의 주민등록, 운전면허같은 신원조차 말소되었기에 신원이 존재하지 않는 남자로 간주되었고 결국 정신병원에 수감되었다.
한편 모텔의 여주인인 알린 콘로이는 어느날 우연히 10호실의 열쇠를 발견하여 그것이 존재하지 않는 10호실로 이어진다는 것을 알게되었고 알린이 확인했던 시점에서 여전히 몇가지 오브젝트들이 남아있었다. 다른 물건들은 추정상 '사건'의 영향으로 시공간상에서 튕겨져나갔을 때 전세계 어디론가 흩어져버린 것으로 보인다. 제이콥은 이 오브젝트들을 위험하다고 경계했지만 알린은 이 오브젝트에 큰 흥미를 느끼며 제이콥을 설득하고 자신의 친구들도 끌어들여 '콜렉터스'라는 오브젝트를 수집하는 집단을 만든다. 5년후인 1966년경 콜렉터스는 거의 100개에 가까운 대부분의 물건을 찾았고 10호실은 없었기 때문에 알린은 9호실에서 어떠한 실험을 진행하였다. 하지만 실험은 잘못되어서 시공간이 이상해지기 시작했고 알린이 9호실 안으로 빨려들어가 사라져버린 뒤에서야 사건이 해결된다. 당시 장면을 녹화한 필름을 제이콥이 가지고 있었으나 도난당해서 사본만을 가지고 있었다. 칼 클로이펠츠가 필름을 보고있는 장면이 있는걸 봐선 칼 본인 혹은 칼이 시킨 사람이 훔쳐간 것으로 추정된다.
알린은 9호실 안의 잘못된 시공간에 갇혀서 괴로워하고 있었고 제이콥은 모텔에서 단 몇초간 그녀를 보긴했지만 그녀를 구할 수 있는 방법이 없는데다가 모텔의 초자연적 현상에 큰 두려움을 느껴 결국 모텔을 떠나 전국을 돌아다녔다. 하지만 결국에는 아내 주변에 있고싶다는 마음에서인지 다시 모텔 근처에 있는 시골에 정착했다. 한편 다른 콜렉터스의 생존자들 몇몇은 중요한 오브젝트들만 챙겨 '금고실'에 숨겨놓았고, 이 금고실에 갈 수 있는 힌트를 책에 적어놓았다. 당시 콜렉터스였던 '존 클라크'는 1955년부터 1963년까지 켈로그 카운티 주 교도소의 경비였기에 그 교도소 지하실을 금고로 정해놓고 오브젝트들을 숨겨놓았다.
이후 오브젝트들은 누군가에게 발견되고, 팔리고, 도난당하는 식으로 세계 각지로 퍼져나가기 시작했고 소수의 사람들만 이 오브젝트의 존재를 알게되었다. 시간이 지나면서 이 오브젝트들이 신의 파편이라고 믿는 사이비 종교인 '수도회', 이 오브젝트들은 위험하기에 격리하여 아무도 사용하지 못하게해야한다는 '군단'등의 조직이 생겨났고, 조직은 아니지만 개인적으로 오브젝트를 수집하고 다니는 인물('위즐', '칼 클로이펠츠'등)도 생겨났다.
마틴 루버는 포토폴라이드 사진을 통해 보유자를 만나는 환상을 겪고, 오브젝트를 훔쳤다는 이유로 자신을 제거하려던 수도회의 관계자에게 "소유자"를 만났다면서 수도회의 방향이 잘못되었고 사실 진정한 뜻을 이룰 수 있는 건 자기 자신이라고 해서 관계자를 현혹시킨 뒤 병원에서 나온다. 자신을 체포하려고 총을 발포하는 여형사에게 안경을 사용해 총을 무력화 시킨 뒤 '오브젝트에 대해 알 준비가 되었다면 나를 찾아와라'라는 말을 남긴 뒤 수도회 관계자와 함께 걸어간다.
한편 조 밀러는 9호실의 잘못된 시공간에 갇혀 고통받던 알린을 다시 현실의 시간으로 꺼내어 그녀가 편하게 눈을 감을 수 있게 해준 뒤, 직접 '보유자'를 만난다. 칼 클로이펠츠는 알린 콘로이의 실험을 재현하여 9호실의 문을 열고 그 안에서 자신의 아들에 대한 환영을 보며 따라 들어간다. 마침 보유자와 조 밀러도 그 문으로 뒤따라 들어가고, 보유자는 밀러에게 자신을 죽여서 밀러가 다음 보유자가 되면 딸을 되살릴 수 있을 거라고 말한다. 밀러는 자신이 살인자가 되고싶지 않다고 처음엔 거절하지만 보유자는 자신은 이제 쉬고싶다면서 밀러에게 간청하고 결국 받아들인다. 이후 밀러는 제니퍼의 도움을 받아 자신도 스스로 10호실에서 리셋시키고 딸을 구해 현실로 데려오는데 성공한다. 이후 10호실 안에 열쇠를 둔채 문을 닫아버리고 애나와 제니퍼를 함께 차에 태우고 떠난다. 그러나 극 중 말미에 10호실 문이 다시 열리고 열쇠를 클로즈업 끝나게 된다.

## 같이 보기
- SCP 재단
- 웨어하우스 13
- 컨트롤 (비디오 게임)